# Hisao Dōmoto

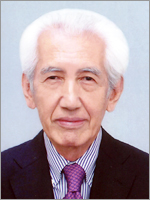
Hisao Dōmoto

Hisao Dōmoto (japanisch 堂本 尚郎, Dōmoto Hisao; geb. 2. März 1928 in Kyōto; gest. 4. Oktober 2013) war ein japanischer Maler der Yōga-Richtung während der Shōwa- und frühen Heisei-Zeit.

## Leben und Werk
Hisao Dōmoto, Neffe des Malers Dōmoto Inshō, schloss 1949 sein Studium der Malerei im „japanischen Stil“ (Nihonga) an der Kunsthochschule Kyōto (京都市立美術専門学校, Kyōto shiritsu bijutsu semmon gakkō) ab. 1956 löste er sich vom Nihonga, der Familientradition, und ging nach Paris. Dort begann er mit einer Reihe von noch dekorativen, leichten Arbeiten, zum Teil noch mit konkreten Inhalten, wie das Bild „Chartres am Sonntag“ zeigt. Er stellte unter anderem in Paris, Rom, Barcelona und Düsseldorf aus. – Zuerst machte er sich einen Namen machte mit luftiger, romantischer Kalligrafie à la Zao Wou-Ki, suchte dann aber seinen eigenen Weg im Rahmen eines Konzeptes, das er „solutions de continuité“ („Lösung der Kontinuität“) nannte. Seine ersten Versuche in dieser Richtung in den 1960er Jahren waren ausgesprochen grob: dicke Farbmassen, die auf der Leinwand aufgetragen waren, verdeckten fast vollständig das Muster, das er vorher auf den Bildgrund gezeichnet hatte.
In den späten 1960er Jahren wich diese Darstellung einer Art, sorgfältig ausgeführte geometrische Motive mit leichteren Farben zu gestalten. – Im Jahr 2007 wurde er als Person mit besonderen kulturellen Verdiensten ausgezeichnet.